# Tommy Lasorda
Thomas Charles Lasorda (ur. 22 września 1927 w Norristown w stanie Pensylwania, zm. 7 stycznia 2021 w Orange w stanie Kalifornia) – amerykański baseballista, który występował na pozycji miotacza, wieloletni menadżer Los Angeles Dodgers.
Lasorda po ukończeniu szkoły średniej w 1945 roku podpisał kontrakt jako wolny agent z Philadelphia Phillies, ale grał jedynie w klubie farmerskim tego zespołu, w Concord Weavers. W latach 1946–1947 służył w U.S. Army. W listopadzie 1948 został zawodnikiem Brooklyn Dodgers, w którym zadebiutował 5 sierpnia 1954 w meczu przeciwko St. Louis Cardinals jako reliever. W marcu 1956 przeszedł do Kansas City Athletics. W latach 1957–1960 grał w klubach farmerskich New York Yankees i Los Angeles Dodgers.
W 1973 został trenerem trzeciej bazy Los Angeles Dodgers i pełnił tę funkcję do września 1976, kiedy na stanowisku menadżera tego zespołu zastąpił Waltera Alstona. W latach osiemdziesiątych XX wieku dwukrotnie poprowadził Dodgers do zwycięstwa w World Series i dwukrotnie otrzymał nagrodę NL Manager of the Year Award. 29 lipca 1996 oficjalnie zrezygnował z tej funkcji, osiągając bilans zwycięstw i porażek 1599–1439.
W 1997 został uhonorowany członkostwem w Baseball Hall of Fame. W 2000 był menadżerem reprezentacji USA na igrzyskach olimpijskich w Sydney, na których zdobył złoty medal.
Zmarł na zawał serca o 22:57.
| Lata      | Klub                | Liga | Mecze | Zwycięstwa | Porażki | Proc. zw. i por. |
| --------- | ------------------- | ---- | ----- | ---------- | ------- | ---------------- |
| 1976–1996 | Los Angeles Dodgers | NL   | 3040  | 1599       | 1439    | 0,526            |

| Nagroda/wyróżnienie           | Lata       | Źródło |
| NL Manager of the Year        | 1983, 1988 | [ 9 ]  |
| 2× zwycięzca w World Series   | 1981, 1988 | [ 9 ]  |
| Branch Rickey Award           | 2006       | [ 11 ] |
| Baseball Hall of Fame         | od 1997    | [ 10 ] |
| # 2 zastrzeżony przez Dodgers | 1997       | [ 12 ] |